# Kaili-Pamona-Sprachen
Die Kaili-Pamona-Sprachen bilden einen Zweig der malayo-polynesischen Sprachen innerhalb der austronesischen Sprachen. Die Sprachen in dieser Gruppe werden überwiegend in Zentralsulawesi gesprochen.
Einzelsprachen sind (Klassifikation nach Ethnologue 16. Auflage):
- Nördlich
  - Kaili: Kaili (Ledo Kaili, Da'a Kaili, Unde Kaili, Baras), Lindu, Moma (Kulawi), Topoiyo, Sedoa
  - Pamona: Pamona (Bare’e), Tombelala
- Südlich
  - Rampi
  - Uma
  - Sarudu
  - Bada: Bada, Behoa (Besoa), Napu